# Bazus-Aure
Bazus-Aure là một xã thuộc tỉnh Hautes-Pyrénées trong vùng Occitanie tây nam nước Pháp. Khu vực này có độ cao trung bình 777 mét trên mực nước biển.